# کریستینا پنا
کریستینا پنا (به انگلیسی: Cristina Peña؛ زادهٔ ۲۷ ژوئیهٔ ۱۹۷۶) بازیگر اهل اسپانیا است. وی از سال ۱۹۹۸ میلادی تاکنون مشغول فعالیت بوده‌است.
از فیلم‌ها یا برنامه‌های تلویزیونی که وی در آنها نقش داشته‌است می‌توان به ۷ زندگی اشاره کرد.